# Campionati sloveni di sci alpino 2015
I Campionati sloveni di sci alpino 2015 si sono svolti a Kranjska Gora e a Krvavec dal 28 marzo al 2 aprile. Il programma ha incluso gare di discesa libera, supergigante, slalom gigante, slalom speciale e combinata, tutte sia maschili sia femminili.
Trattandosi di competizioni valide anche ai fini del punteggio FIS, vi hanno partecipato anche sciatori di altre federazioni, senza che questo consentisse loro di concorrere al titolo nazionale sloveno. 

## Risultati

### Uomini

#### Discesa libera
| Pos. | Atleta           | Nazione  | Tempo   |
| ---- | ---------------- | -------- | ------- |
| 1    | Alek Glebov      | Russia   | 1:44,89 |
| 2    | Klaus Brandner   | Germania | 1:45,21 |
| 3    | Klemen Kosi      | Slovenia | 1:45,26 |
| 4    | Boštjan Kline    | Slovenia | 1:45,43 |
| 5    | Siegmar Klotz    | Italia   | 1:45,82 |
| 6    | Martin Čater     | Slovenia | 1:45,86 |
| 7    | Andrej Šporn     | Slovenia | 1:45,99 |
| 8    | Rok Perko        | Slovenia | 1:46,16 |
| 9    | Miha Hrobat      | Slovenia | 1:46,33 |
| 10   | Christian Ferstl | Germania | 1:46,35 |

Data: 1º aprile

Località: Krvavec

1ª manche:

Ore: 

Pista: 

Partenza: 1 958 m s.l.m.

Arrivo: 1 602 m s.l.m.

Dislivello: 356 m

Tracciatore: Peter Pen

2ª manche:

Ore: 

Pista: 

Partenza: 1 958 m s.l.m.

Arrivo: 1 602 m s.l.m.

Dislivello: 356 m

Tracciatore: Slavko Zupanc

#### Supergigante
| Pos. | Atleta           | Nazione  | Tempo   |
| ---- | ---------------- | -------- | ------- |
| 1    | Boštjan Kline    | Slovenia | 1:01,22 |
| 2    | Paolo Pangrazzi  | Italia   | 1:01,76 |
| 3    | Miha Hrobat      | Slovenia | 1:01,88 |
| 4    | Klaus Brandner   | Germania | 1:01,92 |
| 5    | Alek Glebov      | Russia   | 1:01,99 |
| 6    | Klemen Kosi      | Slovenia | 1:02,03 |
| 7    | Martin Čater     | Slovenia | 1:02,17 |
| 8    | Andrej Šporn     | Slovenia | 1:02,18 |
| 9    | Christian Walder | Austria  | 1:02,26 |
| 10   | Natko Zrnčić-Dim | Croazia  | 1:02,31 |

Data: 2 aprile

Località: Krvavec

Ore: 

Pista: 

Partenza: 1 958 m s.l.m.

Arrivo: 1 602 m s.l.m.

Dislivello: 356 m

Tracciatore: Peter Pen

#### Slalom gigante
| Pos. | Atleta                | Nazione  | Tempo   |
| ---- | --------------------- | -------- | ------- |
| 1    | Michelangelo Tentori  | Italia   | 2:17,67 |
| 2    | Christian Hirschbühl  | Austria  | 2:19,25 |
| 3    | Jakob Špik            | Slovenia | 2:19,34 |
| 4    | Andraž Reich Pogladič | Slovenia | 2:19,61 |
| 5    | Mišel Žerak           | Slovenia | 2:19,79 |
| 6    | Štefan Hadalin        | Slovenia | 2:19,93 |
| 7    | Matic Skube           | Slovenia | 2:20,03 |
| 8    | Klemen Kosi           | Slovenia | 2:20,15 |
| 9    | Marco Schwarz         | Austria  | 2:21,14 |
| 10   | Michael Matt          | Austria  | 2:21,73 |

Data: 28 marzo

Località: Kranjska Gora

1ª manche:

Ore: 10.00 (UTC+1)

Pista: 

Partenza: 1 226 m s.l.m.

Arrivo: 836 m s.l.m.

Dislivello: 390 m

Tracciatore: Aleš Piber

2ª manche:

Ore: 13.00 (UTC+1)

Pista: 

Partenza: 1 226 m s.l.m.

Arrivo: 836 m s.l.m.

Dislivello: 390 m

Tracciatore: Denis Šteharnik

#### Slalom speciale
| Pos. | Atleta            | Nazione   | Tempo   |
| ---- | ----------------- | --------- | ------- |
| 1    | Matic Skube       | Slovenia  | 1:51,24 |
| 2    | Michael Matt      | Austria   | 1:51,33 |
| 3    | Miha Kuerner      | Slovenia  | 1:51,39 |
| 4    | Roberto Nani      | Italia    | 1:51,64 |
| 5    | Giovanni Borsotti | Italia    | 1:51,69 |
| 6    | Matej Vidović     | Croazia   | 1:51,70 |
| 7    | Kryštof Krýzl     | Rep. Ceca | 1:52,17 |
| 8    | Žan Grošelj       | Slovenia  | 1:52,46 |
| 9    | Aljaž Dvornik     | Slovenia  | 1:53,22 |
| 10   | Miha Hrobat       | Slovenia  | 1:53,74 |

Data: 29 marzo

Località: Kranjska Gora

1ª manche:

Ore: 10.00 (UTC+1)

Pista: 

Partenza: 1 145 m s.l.m.

Arrivo: 965 m s.l.m.

Dislivello: 180 m

Tracciatore: Klemen Bergant

2ª manche:

Ore: 13.00 (UTC+1)

Pista: 

Partenza: 1 145 m s.l.m.

Arrivo: 965 m s.l.m.

Dislivello: 180 m

Tracciatore: Miha Verdniki

#### Combinata
| Pos. | Atleta            | Nazione  | Tempo   |
| ---- | ----------------- | -------- | ------- |
| 1    | Boštjan Kline     | Slovenia | 1:41,83 |
| 2    | Natko Zrnčić-Dim  | Croazia  | 1:41,99 |
| 3    | Miha Hrobat       | Slovenia | 1:42,26 |
| 4    | Klemen Kosi       | Slovenia | 1:42,63 |
| 5    | Jakob Špik        | Slovenia | 1:42,72 |
| 6    | Dominik Schwaiger | Germania | 1:42,78 |
| 7    | Žan Grošelj       | Slovenia | 1:43,26 |
| 8    | Aljaž Dvornik     | Slovenia | 1:43,33 |
| 9    | Istok Rodeš       | Croazia  | 1:43,34 |
| 10   | Žan Kranjec       | Slovenia | 1:43,59 |

Data: 2 aprile

Località: Krvavec

1ª manche:

Ore: 9.30 (UTC+1)

Pista: 

Partenza: 1 958 m s.l.m.

Arrivo: 1 602 m s.l.m.

Dislivello: 356 m

Tracciatore: Peter Pen

2ª manche:

Ore: 

Pista: 

Partenza: 

Arrivo: 

Dislivello: 

Tracciatore: Slavko Zupanc

### Donne

#### Discesa libera
| Pos. | Atleta                | Nazione  | Tempo   |
| ---- | --------------------- | -------- | ------- |
| 1    | Ilka Štuhec           | Slovenia | 1:49,76 |
| 2    | Lisa Magdalena Agerer | Italia   | 1:51,65 |
| 3    | Katja Horvat          | Slovenia | 1:51,89 |
| 4    | Saša Brezovnik        | Slovenia | 1:51,92 |
| 5    | Nevena Ignjatović     | Serbia   | 1:52,11 |
| 6    | Nicole Walder         | Austria  | 1:52,23 |
| 7    | Ana Bucik             | Slovenia | 1:52,32 |
| 8    | Ines Beran            | Austria  | 1:52,51 |
| 9    | Claudia Hörbinger     | Austria  | 1:52,96 |
| 10   | Andrea Komšić         | Croazia  | 1:53,01 |

Data: 1º aprile

Località: Krvavec

1ª manche:

Ore: 

Pista: 

Partenza: 1 958 m s.l.m.

Arrivo: 1 602 m s.l.m.

Dislivello: 356 m

Tracciatore: Peter Pen

2ª manche:

Ore: 

Pista: 

Partenza: 1 958 m s.l.m.

Arrivo: 1 602 m s.l.m.

Dislivello: 356 m

Tracciatore: Slavko Zupanc

#### Supergigante
| Pos. | Atleta                | Nazione  | Tempo   |
| ---- | --------------------- | -------- | ------- |
| 1    | Tamara Tippler        | Austria  | 1:04,48 |
| 2    | Ilka Štuhec           | Slovenia | 1:04,82 |
| 3    | Lisa Magdalena Agerer | Italia   | 1:05,58 |
| 4    | Nevena Ignjatović     | Serbia   | 1:05,62 |
| 5    | Nadine Fest           | Austria  | 1:04,48 |
| 6    | Saša Brezovnik        | Slovenia | 1:06,10 |
| 7    | Katja Horvat          | Slovenia | 1:06,32 |
| 8    | Meta Hrovat           | Slovenia | 1:06,33 |
| 9    | Nicole Walder         | Austria  | 1:06,72 |
| 10   | Ana Bucik             | Slovenia | 1:06,83 |

Data: 2 aprile

Località: Krvavec

Ore: 

Pista: 

Partenza: 1 958 m s.l.m.

Arrivo: 1 602 m s.l.m.

Dislivello: 356 m

Tracciatore: Peter Pen

#### Slalom gigante
| Pos. | Atleta                  | Nazione    | Tempo   |
| ---- | ----------------------- | ---------- | ------- |
| 1    | Ana Drev                | Slovenia   | 2:17,15 |
| 2    | Tina Robnik             | Slovenia   | 2:20,38 |
| 3    | Ana Bucik               | Slovenia   | 2:21,18 |
| 4    | Andrea Komšić           | Croazia    | 2:21,50 |
| 5    | Petra Vlhová            | Slovacchia | 2:21,82 |
| 6    | Ilka Štuhec             | Slovenia   | 2:22,54 |
| 7    | Maryna Gąsienica-Daniel | Polonia    | 2:22,85 |
| 8    | Saša Brezovnik          | Slovenia   | 2:23,87 |
| 9    | Karolina Chrapek        | Polonia    | 2:24,04 |
| 10   | Leona Popović           | Croazia    | 2:24,10 |
| 10   | Claudia Stückler        | Austria    | 2:24,10 |

Data: 28 marzo

Località: Kranjska Gora

1ª manche:

Ore: 9.30 (UTC+1)

Pista: 

Partenza: 1 226 m s.l.m.

Arrivo: 836 m s.l.m.

Dislivello: 390 m

Tracciatore: Aleš Piber

2ª manche:

Ore: 12.30 (UTC+1)

Pista: 

Partenza: 1 226 m s.l.m.

Arrivo: 836 m s.l.m.

Dislivello: 390 m

Tracciatore: Denis Šteharnik

#### Slalom speciale
| Pos. | Atleta             | Nazione   | Tempo   |
| ---- | ------------------ | --------- | ------- |
| 1    | Nevena Ignjatović  | Serbia    | 1:58,23 |
| 2    | Ilka Štuhec        | Slovenia  | 1:58,66 |
| 3    | Andrea Komšić      | Croazia   | 1:59,18 |
| 4    | Leona Popović      | Croazia   | 1:59,22 |
| 5    | Michaela Dygruber  | Austria   | 1:59,94 |
| 6    | Karolina Chrapek   | Polonia   | 1:59,99 |
| 7    | Saša Brezovnik     | Slovenia  | 2:00,13 |
| 8    | Claudia Stückler   | Austria   | 2:01,02 |
| 9    | Saša Tršinski      | Croazia   | 2:01,39 |
| 10   | Veronika Rudolfová | Rep. Ceca | 2:02,85 |
| 11   | Claudia Seidl      | Slovenia  | 2:03,37 |

Data: 29 marzo

Località: Kranjska Gora

1ª manche:

Ore: 9.30 (UTC+1)

Pista: 

Partenza: 1 145 m s.l.m.

Arrivo: 965 m s.l.m.

Dislivello: 180 m

Tracciatore: Denis Šteharnik

2ª manche:

Ore: 12.30 (UTC+1)

Pista: 

Partenza: 1 145 m s.l.m.

Arrivo: 965 m s.l.m.

Dislivello: 180 m

Tracciatore: Žan Robert

#### Combinata
| Pos. | Atleta                | Nazione  | Tempo   |
| ---- | --------------------- | -------- | ------- |
| 1    | Ilka Štuhec           | Slovenia | 1:46,29 |
| 2    | Ana Bucik             | Slovenia | 1:48,31 |
| 3    | Nevena Ignjatović     | Serbia   | 1:48,37 |
| 4    | Lisa Magdalena Agerer | Italia   | 1:49,18 |
| 5    | Saša Brezovnik        | Slovenia | 1:49,40 |
| 6    | Klara Livk            | Slovenia | 1:49,56 |
| 7    | Nadine Fest           | Austria  | 1:49,65 |
| 8    | Meta Hrovat           | Slovenia | 1:49,75 |
| 9    | Saša Tršinski         | Croazia  | 1:50,49 |
| 10   | Andrea Komšić         | Croazia  | 1:50,80 |

Data: 2 aprile

Località: Krvavec

1ª manche:

Ore: 9.30 (UTC+1)

Pista: 

Partenza: 1 958 m s.l.m.

Arrivo: 1 602 m s.l.m.

Dislivello: 356 m

Tracciatore: Peter Pen

2ª manche:

Ore: 

Pista: 

Partenza: 

Arrivo: 

Dislivello: 

Tracciatore: Slavko Zupanc